# Nederlandse kampioenschappen schaatsen afstanden 1990 - 1000 meter vrouwen
De 1000 meter vrouwen op de Nederlandse kampioenschappen schaatsen afstanden 1990 werd gereden in januari 1990 in ijsstadion Thialf te Heerenveen. 
Er namen deze editie 16 schaatssters deel. Titelverdedigster was Ingrid Haringa, zij werd opgevolgd door Christine Aaftink.

## Uitslag
| #      | Schaatser               | tijd    |
| ------ | ----------------------- | ------- |
| Goud   | Christine Aaftink       | 1.24,37 |
| Zilver | Anita Loorbach          | 1.24,66 |
| Brons  | Marieke Stam            | 1.25,48 |
| 4      | Alida Pasveer           | 1.25,59 |
| 5      | Wendy van der Poel      | 1.25,66 |
| 6      | Marion van Zuilen       | 1.25,78 |
| 7      | Jacqueline van Straaten | 1.26,29 |
| 8      | Mariska Hekkers         | 1.26,78 |
| 9      | Anja Bollaart           | 1.27,03 |
| 10     | Annamarie Thomas        | 1.27,27 |
| 11     | Ellen Linnenbank        | 1.27,40 |
| 12     | Linda Nat               | 1.27,61 |
| 13     | Manuela Ossendrijver    | 1.27,95 |
| 14     | Gonnie Brunia           | 1.28,44 |
| 15     | Coriene Pot             | 1.30,34 |
| DQ     | Tineke Hulzebosch       | ––––––  |

Uitslag
1987 · 
1988 · 
1989 · 
1990 · 
1991 · 
1992 · 
1993 · 
1994 · 
1995 · 
1996 · 
1997 · 
1998 · 
1999 · 
2000 · 
2001 · 
2002 · 
2003 · 
2004 · 
2005 · 
2006 · 
2007 · 
2008 · 
2009 · 
2010 · 
2011 · 
2012 · 
2013 · 
2014 · 
2015 · 
2016 · 
2017 · 
2018 · 
2019 · 
2020 · 
2021 · 
2022 · 
2023 · 
2024 · 
2025